# بيلي يانك

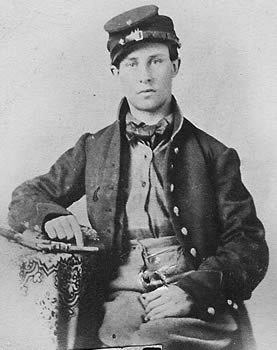

بيلي يانك أو بيلي يانكي هو تجسيد للايات شمال الولايات المتحدة، أو أقل عموما، والاتحاد أثناء الحرب الأهلية الأمريكية. ويستمد الجزء الأخير من اسمه من يانكي، وهو مصطلح عامية لنيو إنغلاند. استخدمت رسامي الكاريكاتير السياسية بيلي يانك ونظيره الكونفدرالية جوني ريب يرمز إلى المقاتلين في الحرب الأهلية الأمريكية في العقد 1860.
بيلي يانك عادة في الصورة يرتدي الصوف موحدة تنظيم يانكي التي شملت بلوزة التعب، وخفيفة الوزن الصوف معطف مع جيب داخلي وأربعة أزرار نحاسية على الجبهة، مع قبعة العلف على غرار الكبية قبعة عسكرية مصنوعة من الصوف الجوخ مع تقريبه، أعلى مستو، بطانة القطن والجلود واقي.

## روابط خارجية
- "Billy Yank and Johnny Reb: On the Road to Atlanta". HistoryNet.com. مؤرشف من الأصل في 2019-04-03. اطلع عليه بتاريخ 2011-01-31.
- Susan Provost Beller (2007). Billy Yank and Johnny Reb: Soldiering in the Civil War. Twenty-First Century Books. ISBN:0-8225-6803-9. مؤرشف من الأصل في 2020-04-22. اطلع عليه بتاريخ 2011-01-31.
- Johnny Reb and Billy Yank: Culture and Tactics in the Civil War نسخة محفوظة 4 مارس 2016 على موقع واي باك مشين.
- Johnny Reb and Billy Yank
- The Union Soldier

قالب:شعارات الولايات المتحدة الوطنية